# Stictoleptura variicornis
Stictoleptura variicornis är en skalbaggsart som först beskrevs av Johan Wilhelm Dalman 1817.  Stictoleptura variicornis ingår i släktet Stictoleptura och familjen långhorningar.
Artens utbredningsområde är Ukraina. Arten har ej påträffats i Sverige. Inga underarter finns listade i Catalogue of Life.